# Pirjo Aalto
Pirjo Hannele Aalto, geborene Pirjo Hannele Mattila, (* 19. Februar 1961 in Huittinen) ist eine ehemalige finnische Biathletin.
Pirjo Aalto bestritt ihre ersten internationalen Rennen in der Saison 1987/88 im Weltcup. In ihrem ersten Rennen lief sie mit der finnischen Staffel auf den fünften Platz. Ein Jahr später gewann sie, mit Finnland, das Mannschaftsrennen im finnischen Hämeenlinna. Ab der Saison 1989/90 startete die Finnin regelmäßig im Weltcup. Hier erreichte sie mehrfach die Punkteränge, darunter auch einige wenige Top-Ten-Resultate. Ihren zweiten Weltcupsieg gelang ihr 1990, mit der Staffel, im italienischen Antholz. Erste internationale Meisterschaft wurden die Weltmeisterschaften 1993 in Borowetz, wo die Finnin mit dem vierten Rang im Einzel ihr bestes internationales Resultat erreichte und knapp den Gewinn einer Medaille verpasste. Im Sprint wurde sie 18., mit Tuija Sikiö, Seija Hyytiäinen und Mari Lampinen als Schlussläuferin in der Staffel ebenso wie mit Tuija Vuoksiala, Hyytiäinen und Lampinen im Mannschaftsrennen Zehnte. Höhepunkt und Karriereabschluss wurden die Olympischen Winterspiele 1994 in Lillehammer, wo Aalto im Sprint den 61. Platz belegte.

## Statistiken

### Weltcupsiege
| Nr. | Datum        | Ort         | Disziplin    |
| --- | ------------ | ----------- | ------------ |
| 1.  | 5. März 1989 | Hämeenlinna | Mannschaft 1 |
| 2.  | 1990         | Antholz     | Staffel 2    |

### Weltcup-Platzierungen
Die Tabelle zeigt alle Platzierungen (je nach Austragungsjahr einschließlich Olympische Spiele und Weltmeisterschaften).
- 1.–3. Platz: Anzahl der Podiumsplatzierungen
- Top 10: Anzahl der Platzierungen unter den ersten zehn (einschließlich Podium)
- Punkteränge: Anzahl der Platzierungen innerhalb der Punkteränge (einschließlich Podium und Top 10)
- Starts: Anzahl gelaufener Rennen in der jeweiligen Disziplin

| Platzierung | Einzel | Sprint | Verfolgung | Massenstart | Team | Staffel | Gesamt |
| --- | ------ | ------ | ---------- | ----------- | ---- | ------- | ------ |
| 1. Platz |        |        |            |             | 1    | 1       | 2      |
| 2. Platz |        |        |            |             | 1    |         | 1      |
| 3. Platz |        |        |            |             |      | 2       | 2      |
| Top 10 | 4      | 1      |            |             | 3    | 10      | 18     |
| Punkteränge | 10     | 7      |            |             | 3    | 10      | 30     |
| Starts | 13     | 13     |            |             | 3    | 10      | 39     |
| Stand: Karriereende, einschließlich Weltmeisterschaften und Olympischen Spielen, Daten erst ab der Saison 87/88 |        |        |            |             |      |         |        |